# Operace Trojský štít
Operace Trojský štít, známá také jako Operace Ironside nebo Operace ANOM (stylizovaná také jako AN0M nebo ΛNØM), je pojmenování spolupráce donucovacích orgánů z několika zemí, která probíhala v letech 2018 až 2021 a v jejímž rámci byly zachyceny miliony zpráv odeslaných prostřednictvím údajně bezpečné mobilní aplikace ANOM. Služba ANOM byla hojně využívána zločinci, ale místo toho, aby jim poskytovala bezpečnou komunikaci, byla ve skutečnosti trojským koněm tajně šířeným americkým Federálním úřadem pro vyšetřování (FBI) a Australskou federální policií (AFP), který jim umožňoval sledovat veškerou komunikaci. Díky spolupráci s dalšími orgány činnými v trestním řízení po celém světě vedla operace k zatčení více než 800 podezřelých osob zapojených do trestné činnosti, a to v 16 zemích. Mezi zatčenými osobami byli údajní členové italské mafie se sídlem v Austrálii, albánského organizovaného zločinu, nezákonných motorkářských klubů, drogových syndikátů a dalších skupin organizovaného zločinu.

## Pozadí
Po ukončení činnosti kanadské společnosti Phantom Secure z března 2018, která se zabývala bezpečným zasíláním zpráv, potřebovali mezinárodní zločinci alternativní systém pro bezpečnou komunikaci. Ve stejné době spolupracovala pobočka FBI v San Diegu s osobou, která vyvíjela šifrovací zařízení "nové generace" pro použití zločineckými sítěmi. Tato osoba čelila trestnímu stíhání a spolupracovala proto s FBI výměnou za snížení trestu. Tato osoba nabídla, že bude vyvíjet ANOM a poté jej distribuovat zločincům prostřednictvím jejich stávajících sítí. První komunikační zařízení s ANOM nabídl tento informátor třem bývalým distributorům společnosti Phantom Secure v říjnu 2018.
FBI rovněž jednala s nejmenovanou třetí zemí o zřízení odposlechu komunikace, avšak na základě soudního příkazu, který umožňoval předávání informací zpět FBI. Od října 2019 byla komunikace ANOM předávána FBI z této třetí země. FBI operaci pojmenovala „Trojský štít“ a AFP ji pojmenovala „Ironside“.

## Distribuce a použití

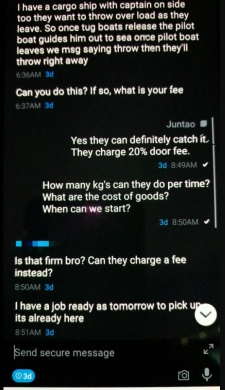
Screenshot z aplikace ANOM

Zařízení ANOM se skládala z aplikace pro zasílání zpráv, která běžela na chytrých telefonech, jež byly speciálně upraveny tak, aby vypínaly běžné funkce, jako jsou hlasové hovory, e-mail nebo lokalizační služby. Po kontrole vypnutí běžných funkcí pak aplikace pro zasílání zpráv komunikovaly mezi sebou prostřednictvím údajně zabezpečených proxy serverů, které pak kopírovaly všechny odeslané zprávy na servery kontrolované FBI. FBI pak mohla zprávy dešifrovat pomocí soukromého klíče spojeného se zprávou, aniž by vůbec potřebovala vzdálený přístup k zařízením. Zařízení také měla pevně přiřazené identifikační číslo každého uživatele, což umožňovalo vzájemné propojení zpráv od stejného uživatele.
Od října 2018 bylo v Austrálii distribuováno asi 50 zařízení pro beta testování. Zachycená komunikace ukázala, že každé ze zařízení bylo používáno k trestné činnosti, především bylo využíváno organizovanými zločineckými gangy.
Propagace aplikace se šířila ústním podáním a bylo také podporována tajnými agenty; překupník drog Hakan Ayik byl vyšetřovacími orgány shledán „jako někdo, komu se věří a kdo bude schopen tuto platformu úspěšně distribuovat“, a aniž by to sám tušil, byl tajnými agenty povzbuzován k používání a prodeji zařízení na černém trhu, což dále rozšířilo její používání. Poté, co uživatelé zařízení požadovali menší a novější telefony, byla navržena a prodávána zařízení nová. Nejčastěji používanými jazyky v aplikaci byly nizozemština, němčina a švédština.
Po pomalém rozjezdu se od poloviny roku 2019 tempo šíření ANOM zvýšilo. V říjnu 2019 již existovalo několik stovek uživatelů. Do května 2021 bylo nainstalováno 11 800 zařízení s aplikací ANOM, z nichž se aktivně používalo asi 9 000. Na Novém Zélandu bylo 57 uživatelů komunikačního systému ANOM, švédská policie měla přístup ke konverzacím 1 600 uživatelů, z nichž se zaměřila na sledování 600. Europol uvedl, že ze zařízení ANOM bylo shromážděno 27 milionů zpráv ve více než 100 zemích.

## Zatčení a reakce

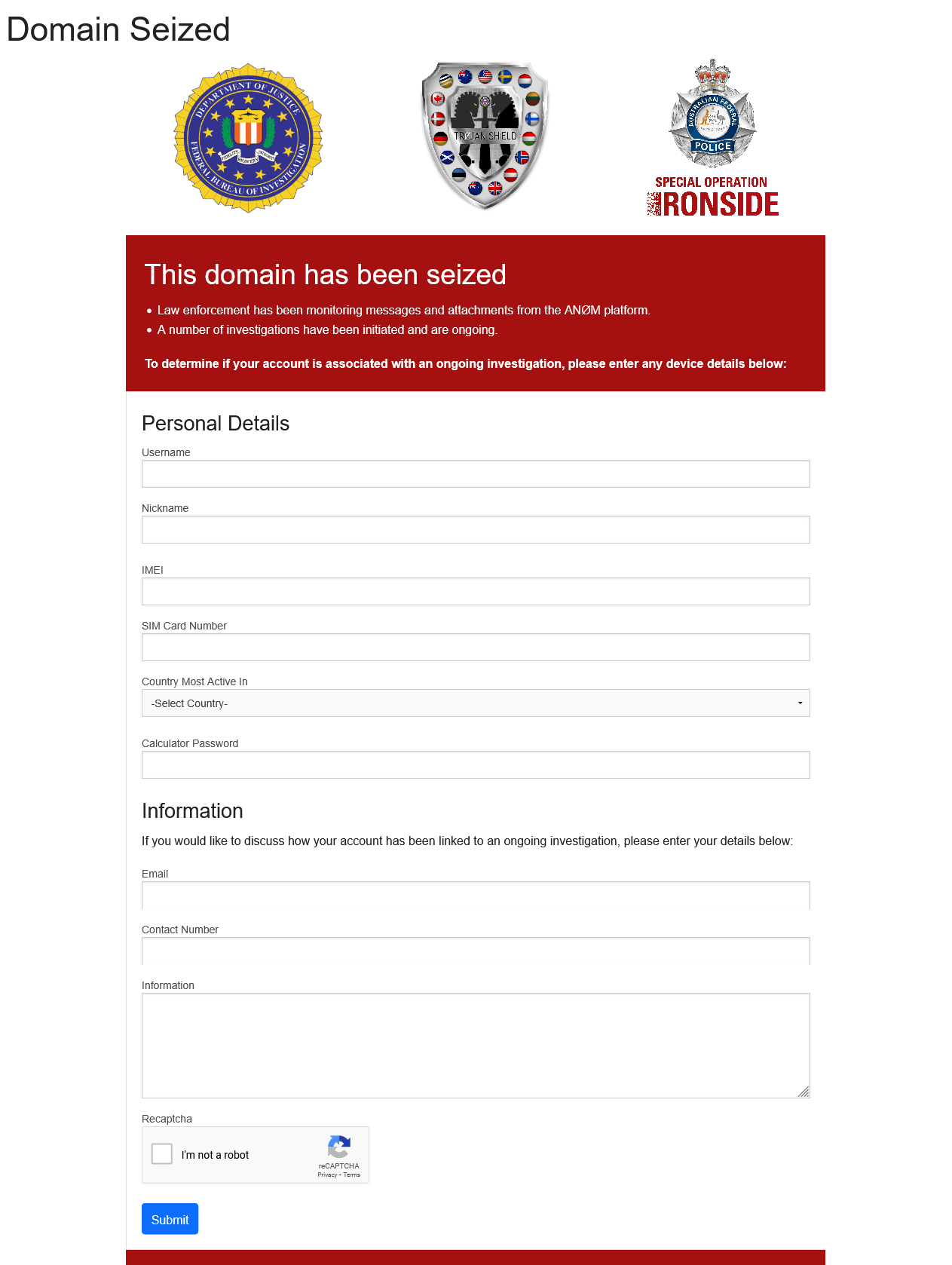
Screenshot z webové stránky aplikace ANOM z 10. června 2021

Operace vyvrcholila příkazy k domovní prohlídce, které byly provedeny současně po celém světě 8. června 2021. Není zcela jasné, proč bylo zvoleno právě toto datum, ale zpravodajské organizace spekulovaly, že by to mohlo souviset s příkazem k přístupu k serverům, jehož platnost vypršela 7. června. Pozadí operace a její nadnárodní povaha byly odhaleny po provedení příkazů k domovní prohlídce. V 16 zemích bylo zatčeno více než 800 osob, mezi zatčenými byli údajní členové italské mafie se sídlem v Austrálii, albánského organizovaného zločinu, nezákonných motocyklových gangů, drogových syndikátů a dalších zločineckých skupin, v Evropské unii bylo zatýkání koordinováno prostřednictvím Europolu, zatýkalo se také ve Spojeném království, i když Národní kriminální agentura nebyla ochotna poskytnout podrobnosti o počtu zatčených.
Zabavené důkazy zahrnovaly téměř 40 tun drog (přes osm tun kokainu, 22 tun konopí a konopné pryskyřice, šest tun syntetických drogových prekurzorů, dvě tuny syntetických drog), 250 zbraní, 55 luxusních automobilů a více než 48 milionů dolarů v různých měnách a kryptoměnách. V Austrálii bylo zatčeno 224 osob s celkovým počtem 526 obvinění, na Novém Zélandu bylo zatčeno 35 osob, které čelily celkem 900 obviněním. Policie zabavila majetek v hodnotě 3,7 milionu dolarů, včetně 14 vozidel, drog, střelných zbraní a více než 1 milionu dolarů v hotovosti.
V průběhu tří let se do operace zapojilo více než 9 000 policistů v 18 zemích. Australský premiér Scott Morrison prohlásil, že operace „zasadila těžký úder organizovanému zločinu“. Europol ji označil za „největší donucovací operaci proti šifrované komunikaci v historii“.

### Austrálie
V Austrálii bylo prodáno přibližně 50 těchto zařízení. Policie zatkla 224 podezřelých, zabavila 104 střelných zbraní a zabavila hotovost a věci v hodnotě více než 45 milionů australských dolarů.

### Německo
V Německu byla většina policejních aktivit ve spolkové zemi Hesensko, kde bylo zatčeno 60 ze 70 celostátně podezřelých osob. Policie prohledala 150 míst a v mnoha případech podezření na obchod s drogami.

### Nizozemsko
V Nizozemsku zatkla nizozemská policie 49 osob při vyšetřování 25 výroben drog a skladů drog. Policie rovněž zabavila osm střelných zbraní, velké zásoby drog a více než 2,3 milionu eur.

### Švédsko
Ve Švédsku bylo v rámci operace zatčeno 155 osob. podle švédské policie, která obdržela zpravodajské informace od FBI, bylo v rané fázi operace zjištěno, že mnoho podezřelých se nachází ve Švédsku. Linda Staafová, šéfka zpravodajské činnosti švédské policie, uvedla, že podezřelí ve Švédsku měli vyšší míru násilné trestné činnosti než v ostatních zemích.

### Spojené státy
Ve Spojených státech nedošlo k žádnému zatčení kvůli zákonům na ochranu soukromí, které bránily orgánům činným v trestním řízení shromažďovat zprávy od domácích subjektů.